# Jewstafi (Schiff, 1911)
Die Jewstafi (russisch Евстафий), benannt nach dem Heiligen Eustachius (russ. Jewstafi), war ein Linienschiff der Schwarzmeerflotte der Kaiserlich Russischen Marine. Sie war das Typschiff einer Klasse von zwei Schiffen, deren Fertigstellung durch den Russisch-Japanischen Krieg von 1905 erheblich verzögert wurde. Sie und ihr Schwesterschiff Ioann Slatoust waren die modernsten Schiffe der Schwarzmeerflotte zu Kriegsbeginn, bis Großkampfschiffe in den Dienst kamen. Ab Ende 1915 zu Unterstützungsaufgaben eingesetzt, wurde sie 1918 aus dem aktiven Dienst genommen. Ab Mai 1918 wechselte die Jewstafi durch die Kriegsereignisse auf der Krim mehrfach den Besitzer, ohne zum Einsatz zu kommen. Die Briten zerstörten zudem die Maschinenanlage 1919 bei ihrem Abzug. Die sowjetische Marine gab ihr zwar noch den neuen Namen Rewoljuzija, ließ sie aber 1922–23 abbrechen.

## Beschreibung
Die Jewstafi hatte eine Konstruktionsverdrängung von 12.738 Tonnen. Sie war über alles 118,03 m über alles lang (115,62 m in der Wasserlinie), 22,56 m breit und besaß einen Tiefgang von 8,23 m.
Sie hatte zwei stehende Drei-Zylinder-Dreifach-Expansions-Dampfmaschinen, die zwei Schrauben antrieben. Der Dampf für die Maschinen wurde in 22 Belleville-Wasserrohrkesseln erzeugt. Die Maschinen erzeugten 10.600 PS und ermöglichten eine Höchstfahrt von 16,5 Knoten. Sie hatte einen Kohlenvorrat von 1100 t bei voller Last, der bei 10 Knoten eine Reichweite von 2100 Seemeilen ermöglichte.
Die Jewstafi hatte zwei hydraulische angetriebene Doppeltürme mit 305-mm-L/40 Modell 1895 Kanonen von Obuchow, die als Bug- und Heckturm einen Feuerbereich von 260° besaßen. Die Geschütze feuerten ein 331,7 kg schweres Geschoss bei maximaler Erhöhung von 35° bis zu 20.300 m weit. Für jeden Turm standen 150 Granaten zur Verfügung. An den Ecken der Aufbauten verfügte sie über vier 203-mm-L/50-Geschütze des Modells 1905 in gepanzerten Kasematten. Diese Geschütze hatte einen Feuerbereich von 120° und konnte auch direkt nach vorn bzw. nach hinten feuern. Sie feuerten 119,9 kg schwere Granaten bis zu 14.400 m und hatten 110 Geschosse pro Geschütz. In tieferliegenden Kasematten waren noch zwölf 152-mm-L/45-Kanonen des Modells Canet 1892 eingebaut. Pro Geschütz standen 180 Granaten von 41,40 kg zur Verfügung, die bis zu 11.500 m weit verschossen werden konnten. Für die Abwehr von Torpedobooten waren 14 75-mm-L/50-Geschütze des Modells Canet 1892 vorhanden, die eine Reichweite von 7864 m hatten und 4,9 kg schwere Geschosse verwendeten. Dazu hatte das Schiff noch zwei 450-mm-Breitseittorpedorohre im hinteren Bereich.

### Änderungen während des Krieges
1915 erhielt die Jewstafi auf beiden Türmen Luftabwehrgeschütze und Schutzgitter über die Schornsteinöffnungen, um leichte Bomben abzuwehren. Die anfangs installierten drei 75-mm-Geschütze wurden später durch zwei 64-mm-Geschütze und ein Paar 40-mm-Geschütze ersetzt.

## Einsatzgeschichte
Der Baubeginn der Jewstafi war am 13. Juli 1904, die offizielle Kiellegung erst am 23. November 1904. Trotz einiger Unterbrechungen während der Russischen Revolution 1905 ging der Bau zügig voran und sie lief am 3. November 1906 vom Stapel. Die endgültige Ausrüstung dauerte allerdings sehr lange, da Lehren aus dem Russisch-Japanischen Krieg berücksichtigt werden sollten. Erst am 28. Mai 1911 war sie fertig. Schon kurz darauf lief sie im Oktober 1911 im rumänischen Hafen Constanța auf. Dabei erlitt sie nur leichte Schäden.

### Kriegseinsätze
Als neuestes Linienschiff der Schwarzmeer-Flotte war die Jewstafi das Flaggschiff des Flottenbefehlshabers, Vizeadmiral Andrei Eberhardt im ersten Kriegsjahr. Zwei Wochen nach der russischen Kriegserklärung vom 2. November 1914 an das Osmanische Reich lief die Schwarzmeer-Flotte am 15. November zu einer Beschießung von Trabzon mit den Linienschiffen Jewstafi, Ioann Slatoust, Panteleimon, Rostislaw, Tri Swjatitelja, dem Kreuzer Almas und den Schwesterschiffen Pamiat Merkurija (ex Kagul) und Kagul (ex Otschakow), drei Zerstörern und 11 Torpedobooten aus. Am Morgen des 17. November erfolgte die Beschießung und das russische Geschwader wandte sich nach Westen, um türkische Schiffe an der Küste Anatoliens zu versenken, bevor man am Nachmittag den Rückmarsch nach Sewastopol antrat. Am folgenden Tag traf das russische Geschwader gegen Mittag bei nebeligen Bedingungen kurz vor dem Heimathafen auf den türkischen Schlachtkreuzer Yavuz Sultan Selim und den Kreuzer Midilli, die ehemals deutschen Schiffe Goeben und Breslau, die die russische Flotte abfangen wollten (Seeschlacht von Kap Sarytsch). Die Jewstafi eröffnete das Feuer auf die Goeben und erzielte schon mit ihrer ersten Salve einen Treffer. Eine 305-mm-Granate traf eine 15-cm-Kasematte, die ausbrannte. Die Goeben erwiderte das Feuer. Eine Granate durchschlug den mittleren Schornstein der Jewstafi, explodierte erst danach und zerstörte die Antenne des Feuerleitfunkes, so dass das Flaggschiff fehlerhaftes Schießen des Geschwaders nicht korrigieren konnte. Dies war nachteilig für das russische Geschwader, da die Schwarzmeerflotte ein Schießverfahren nach einem Leitschiff eingeführt hatte. Dies war das Schwesterschiff Ioann Slatoust, das die türkisch-deutschen Schiffe kaum sah und falsche Zielangaben weitergab. Die Jewstafi erhielt noch vier weitere Treffer, wobei einer nicht explodierte. Nach 14 Minuten brach Konteradmiral Wilhelm Souchon das Gefecht ab. Die Jewstafi hatte 34 Tote und 24 Verwundete zu beklagen. Sie hatte nur drei oder vier Salven mit ihren schweren Geschützen abgegeben, aber auch 14 Schuss mit den 203-mm-Geschützen und 19 mit den 152-mm-Geschützen. Etliche Panzerplatten der Jewstafi mussten danach ersetzt werden, die vom alten Schlachtschiff Dwenadzat Apostolow abgenommen wurden, so dass die Reparaturen bis zum  29. November abgeschlossen werden konnten.
Bei der Rückkehr von einem Einsatz im östlichen Schwarzen Meer am 9. Januar 1915 stießen die Breslau und die Hamidiye auf die russische Flotte. Die Breslau traf die Jewstafi mit einem 10,5-cm-Geschoss am vorderen Turm und setzte diesen zeitweise außer Gefecht. Mit ihrer überlegenen Geschwindigkeit konnten beide Kreuzer entkommen.
Jewstafi und Ioann Slatoust dienten als Sicherung bei drei Angriffen auf die Befestigungen am Bosporus zwischen dem 18. März und dem 9. Mai 1915. Beim dritten Angriff am 9. Mai reagierte die Goeben und versuchte die durch den türkischen Zerstörer Numune-i Hamiyet entdeckten Linienschiffe abzufangen. Beide Verbände liefen parallel und eröffneten auf 16 km Entfernung das Gefecht. Keine Seite erzielte Treffer, auch wenn der Goeben etliche Nahschüsse gegen die Jewstafi gelangen. Admiral Eberhardt ließ seine beiden Schiffe langsam und im Zick-Zack laufen, um den Linienschiffen Tri Swjatitelja und Panteleimon das Aufschließen zu ermöglichen. Der Goeben gelang es trotz  hoher Geschwindigkeit nicht, sich vor den russischen Verband zu setzen. Die Panteleimon erzielte zwei Treffer auf dem Schlachtkreuzer, bevor dieser nach 22 Minuten das Gefecht abbrach. Der Versuch Eberhardts, dem Schlachtkreuzer nun seinerseits zu folgen, war erfolglos.
Am 1. August 1915 wurden alle russischen Linienschiffe in einer Zweiten Brigade organisiert, nachdem das erste Großkampfschiff mit der Imperatriza Marija in Dienst gestellt war. Sie wurden jetzt hauptsächlich für Küstenbeschießungen herangezogen. Am 1. Oktober beschossen Ioann Slatoust und Panteleimon Zonguldak und die Jewstafi das nahe Kozlu, während  die Imperatriza Marija Deckung nach See gab. Die Jewstafi war im Mai 1916 mit ihrem Schwesterschiff auch an der zweiten Beschießung von Warna beteiligt. Danach verlegten beide zusammen mit der Panteleimon zur Unterstützung der Landstreitkräfte nach Batumi. Während des Sommers 1916 waren die drei Linienschiffe im Dauereinsatz zur Unterstützung der Landstreitkräfte.

### Endschicksal
Im März 1918 wurde die Jewstafi mit der Ioann Slatoust der Reserve in Sewastopol zugeordnet. Nicht einsatzfähig wurden sie von den Deutschen im Mai besetzt. Die Jewstafi wurde als Wohnschiff genutzt. Im Dezember wurden beide Schiffe den Alliierten übergeben. Als die Briten vom 22. bis 24. April 1919 die Krim räumten, machten sie die Maschinen unbrauchbar, um einen Einsatz durch sowjetische Kräfte im russischen Bürgerkrieg zu verhindern. Beide Seiten war zeitweise im Besitz der Schiffe, bis die weißen Kräfte im November 1920 die Krim endgültig räumten.
Die Jewstafi wurde am 6. Juli 1921 in Rewoljuzija („Revolution“) umbenannt. Beide Schwesterschiffe wurden 1922 bis 1923 abgebrochen, allerdings erst am 21. November 1925 von der Flottenliste gestrichen.

## SchwesterschiffIoann Slatoust
Das einzige Schwesterschiff der Jewstafi, die Ioann Slatoust, wurde einen Monat früher begonnen und lief schon am 13. Mai 1906 vom Stapel. In den Flottendienst kam es sechs Tage nach der Jewstafi am 11. August 1910. Benannt war das Schiff nach Johannes Chrysostomos, einem der drei Gründerväter der orthodoxen Kirche.
Der Kriegseinsatz der beiden Schwesterschiffe fand, wie oben dargestellt, meist zusammen statt. Auch teilte sie das Endschicksal mit ihrem Schwesterschiff.